# Headed for the Future
Headed for the Future è il diciassettesimo album discografico in studio del cantante statunitense Neil Diamond, pubblicato nel 1986.

## Tracce
Lato 1
1. Headed for the Future – 4:05 (Neil Diamond, Tom Hensley, Alan Lindgren)
2. The Man You Need – 4:01 (Neil Diamond, David Foster)
3. I'll See You on the Radio (Laura) – 3:48 (Burt Bacharach, Neil Diamond, Carole Bayer Sager)
4. Stand up for Love – 2:55 (Martin Page, Greg Phillinganes, Maurice White)
5. It Should Have Been Me – 4:27 (Bryan Adams, Jim Vallance)

Lato 2
1. Lost in Hollywood – 4:18 (Neil Diamond, Stevie Wonder)
2. The Story of My Life – 3:41 (Neil Diamond)
3. Angel – 4:01 (Bobby Caldwell, Steve Kipner)
4. Me Beside You – 3:54 (Burt Bacharach, Neil Diamond, Carole Bayer Sager)
5. Love Doesn't Live Here Anymore – 4:18 (Bobby Caldwell, William Meyers)